# Anemesia tubifex
Anemesia tubifex är en spindelart som först beskrevs av Pocock 1889.  Anemesia tubifex ingår i släktet Anemesia och familjen Cyrtaucheniidae.
Artens utbredningsområde är Afghanistan. Inga underarter finns listade i Catalogue of Life.